# Потеря зрения
Потеря зрения — ухудшение или потеря способности видеть, которое нельзя устранить при помощи очков и контактных линз. Офтальмологи выделяют временную потерю зрения. Симптомы носят эпизодический и хронический характер, когда со зрением произошли необратимые изменения. Для полной, или почти полной потери зрения используется термин слепота.

## Диапазоны потери зрения
Существуют различные шкалы для описания степеней зрения и потери зрения, основанные на остроте зрения. В первой редакции Всемирная организация здравоохранения в МКБ описывает простое различие между «юридически зрячий» и «юридически слепой». МКБ-9, выпущенный в 1979 году, представил самую маленькую непрерывную шкалу, которая состояла из трех уровней: нормальное зрение, плохое зрение и слепота.

## Острая потеря зрения
Острая потеря зрения может иметь внезапное проявление. Она может быть вызвана помутнением преломляющих сред, болезнями сетчатки, заболеваниями зрительного нерва, расстройствами визуальных путей, функциональными нарушениями или это может быть внезапным открытием факта хронической потери зрения.

### Непрозрачность преломляющих сред
Непрозрачность преломляющих сред в глазах, таких как роговица, передняя камера, хрусталик и стекловидное тело может привести к острой потере зрения, проявляющейся в нечётком зрении или снижении остроты зрения. Хотя зрачковые рефлексы могут оказаться затронутыми, эти проявления, как правило, не вызывают дефекта относительной афферентности зрачков .
Причины непрозрачности включают: отек роговицы, гифема , катаракта и кровоизлияние в стекловидное тело.

### Заболевания сетчатки
Заболевания сетчатки могут привести к внезапной потере зрения. Потому что если сетчатка будет затронута, то, как правило этому сопутствует дефект относительной афферентности зрачков. Причины, влияющие на функционирование сетчатки или разрушающие её включают: отслоение сетчатки; дегенеративные заболевания (например, дегенерация жёлтого пятна); пигментный ретинит и окклюзия сосудов сетчатки, наиболее важным из которых является окклюзия центральной артерии артерии сетчатки. Современные исследования (2013) приблизили возможность полной регенерации сетчатки. (см. регенерация сетчатки)

### Поражение зрительных нервов
Болезни, которые влияют на зрительный нерв могут вызывать острую потерю зрения. Симптомы включают ненормальный рефлекс зрачка, дефект афферентности зрачков, когда поражение зрительных нервов является односторонним. Это также может быть вызвано с помощью стробоскопа .
Состояние зрительного нерва может зависеть от многих заболеваний, включая неврит зрительного нерва, папиллит, отёк диска зрительного нерва, глаукома, ишемическая нейропатия зрительного нерва и артериит гигантских клеток .

### Гипоксия
Глаз очень чувствителен к ограничению подачи кислорода. Затемнение зрения (brownout или greyout) сопровождается потерей периферического восприятия и может быть результатом низкого кровяного давления, шока, g-LOC (проблем, связанных с авиацией) или просто спонтанно, стоя, особенно если больной не вполне здоров. Зрение, как правило, возвращается, как только устраняются причины, ограничивающие приток крови.

### Расстройство визуальных путей
Нарушения зрительных путей — любые проблемы, которые могут нарушать функциональность зрительного пути. Редко, острые визуальные потери вызывают гомонимная гемианопсия и, ещё реже, кортикальная слепота .
Кроме того, к острой потере зрения могут привести и травматические причины.

### Функциональное расстройство
Термин функциональное расстройство в настоящее время используется, когда пациент прибегает к истерике и симуляции. Это определяет неотъемлемую неспособность врача выявить субъективный опыт пациента (и, таким образом, определить, видит пациент или нет).